# Tawara Yoshizumi

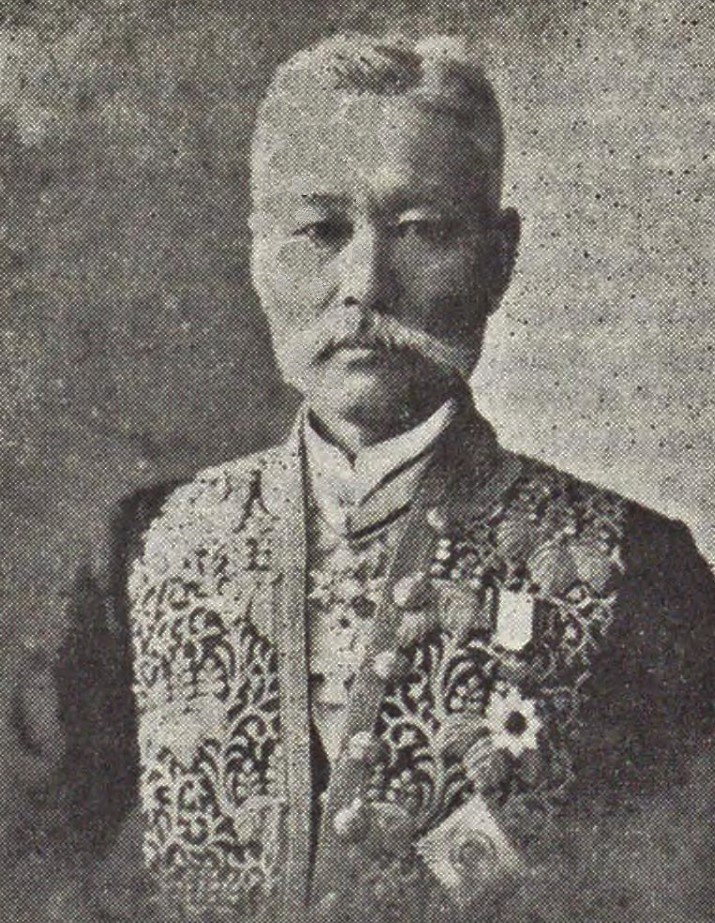
Taｗara Yoshizumi

Tawara Yoshizumi (japanisch 田原 良純; geboren 18. August 1855 in der Provinz Hizen; gestorben 3. Juni 1935) war ein japanischer Pharmakologe, bekannt für seine Forschung zum Kugelfischgift.

## Leben und Wirken
Tawara Yoshizumi absolvierte nach dem Studium an der „Daigaku Nankō“ (大学南校), einer der Vorgängereinrichtungen der Universität Tokio, an dieser dann 1881 ein Studium an der Fakultät für Pharmazeutische Wissenschaften (heute Fakultät für Pharmazeutische Wissenschaften). Im selben Jahr trat er in das Prüfamt für Pharmazie „Tōkyō Shiyakuba“ (東京司薬場) des Innenministeriums ein, wo er unter dem Niederländer Johann Frederik Eijkman (1851–1915) Hygienetests und Lebensmittelanalysen studierte und dann die Nationalen Ernährungsstandards festlegte.
1884 begann Tawara mit der Forschung zum tödlichen Gift des als Speisefisch geschätzten Kugelfisches, – in Japan „Fugu“ genannt – das sich in den Eierstöcken, der Leber und in den Gedärmen befindet. 1887 wurde er Direktor des neu organisierten Hygienelabors (衛生試験所, Eisei shiken sho), studierte in Deutschland und übernahm nach seiner Rückkehr die Leitung der Synthese von Pflanzenkomponenten und der Strukturforschung.
Ab etwa 1897 kam es in den Flüssen Watarase (渡良瀬川) und Tone (利根川) zu Fischsterben. Zudem überfluteten die Flüsse regelmäßig die Anbaugebiete für Reis, was zu Gesundheitsproblemen für die Bevölkerung führte. Auf Anordnung der Regierung begab sich Tawara persönlich vor Ort und meldete die genauen Analyseergebnisse. Ursache war das Ableiten von ungeklärtem Abwasser des Ashio-Kupferbergwerks. 
1899 wurde Tawara Doktor der Pharmazie. 1909 gelang es ihm, Kristalle aus dem Kugelfischgift herzustellen, das Tetrodotoxin genannt und für medizinische Zwecke verwendet wird. Als Pionier der chemischen Erforschung des Kugelfischgiftes erhielt er 1921 den Preis der Kaiserlichen Akademie der Wissenschaften.
Tawara trug zur Großherstellung von Arzneimitteln während des Ersten Weltkriegs bei, als es an importierten Arzneimitteln mangelte. Er war Präsident der „Chemical Society of Japan“ (日本化学会, Nihon kagakukai), „Vizepräsident der Pharmaceutical Society of Japan“ (日本薬学会, Nihon yakugakukai), Vorsitzender des „Japanischen Arzneibuchs“ (日本薬局方主査, Nihon yakkyokuhō shusa) und Mitglied der Akademie der Wissenschaften.